# Cela (Cuanza Sul)
Cela é um município da província do Cuanza Sul, em Angola, com sede na comuna e cidade de Uaco Cungo.
Tem 5 525 km² e cerca de 148 mil habitantes. É limitado a norte pelo município da Quibala, a leste pelo município do Andulo, a sul pelos municípios de Bailundo e Cassongue, e a oeste pelos municípios de Seles e Ebo.
O município é constituído pela comuna-sede, correspondente à cidade de Uaco Cungo, e pelas comunas de Quissanga Cunjo e Sanga.